# Mark Tornillo
Mark Tornillo (* 8. června 1954) je americký heavymetalový zpěvák a kytarista. Od roku 2009 je členem německé skupiny Accept, se kterou v roce 2010 vydal její dvanácté album Blood of the Nations. Dříve byl členem skupiny T.T. Quick.

## Diskografie

### s T.T. Quick
- Metal of Honor (1986)
- Sloppy Seconds (1989)
- Thrown Together Live (1992)
- Ink (2000)

### s Acceptem
- Blood of the Nations (2010)
- Stalingrad (2012)
- Blind Rage (2014)
- The Rise of Chaos (2017)
- Too Mean to Die (2021)